# Štefan Kuchár
Štefan Kuchár (* 17. února 1943) je bývalý československý fotbalový útočník.

## Fotbalová kariéra
V československé lize hrál za Spartak Trnava, ZVL Žilina a TŽ Třinec. Nastoupil ve 167 ligových utkáních a dal 32 gólů.

## Ligová bilance
| Ročník                                     | Zápasy | Góly | Minuty | Klub           |
| ------------------------------------------ | ------ | ---- | ------ | -------------- |
| 1. československá fotbalová liga 1961/1962 | 2      | 0    | 169    | Spartak Trnava |
| 1. československá fotbalová liga 1966/1967 | 18     | 7    | 1 620  | ZVL Žilina     |
| 1. československá fotbalová liga 1967/1968 | 23     | 4    | 1 892  | ZVL Žilina     |
| 1. československá fotbalová liga 1968/1969 | 17     | 0    | 1 040  | ZVL Žilina     |
| 1. československá fotbalová liga 1970/1971 | 29     | 8    | 2 414  | TŽ Třinec      |
| 1. československá fotbalová liga 1971/1972 | 28     | 7    | 2 109  | TŽ Třinec      |
| 1. československá fotbalová liga 1972/1973 | 28     | 2    | 2 164  | TŽ Třinec      |
| 2. československá fotbalová liga 1973/1974 | -      | -    | -      | TŽ Třinec      |
| 1. československá fotbalová liga 1974/1975 | 22     | 4    | 1 672  | TŽ Třinec      |
| CELKEM 1. liga                             | 167    | 32   | 13 080 |                |